# Торк Ангех
Торк Ангех, (арм. Տորք Անգեղ) — бог в армянской мифологии, правнук Хайка, сын Ангеха. Изображался как высокий, уродливый человек, обладающий огромной силой.

## Описание
Культ Торк Ангеха сложился, вероятно, в результате слияния представлений о богах Ангехе и Тарку. Торк Ангех буквально переводится как «Дар Ангеха (Грифа)». Отдельно же слово Ангех можно еще перевести ещё и как «некрасивый», «уродливый».
Согласно мифам, Торк Ангех является неуклюжим дюцазном (исполином) безобразной наружности: имеет грубые черты лица, сплюснутый нос, ввалившиеся голубые глаза, дикий взгляд. Торк Ангех — каменотёс-ваятель. Может руками откалывать гранитные скалы, ногтями обтёсывает их, создавая гладкие плиты, на которых ногтями же рисует изображения орлов и др. Разъярившись, он отрывает огромные скалы и швыряет их в корабли недругов.

## Культ
Возможно, культ Торк Ангеха сложился в результате слияния представлений о богах Тарку и Ангехе. В армянском переводе Библии именем Ангех заменено упоминаемое имя шумеро-аккадского бога Нергал. Ангех («гриф»), видимо, связывался с тотемическими представлениями армян. Район распространения культа этого божества называли Ангех-тун («дом Ангеха»).
Древнеармянскому богу Ангеху поклонялись в землях бассейна озера Ван. Вероятно, на той же территории почитался Тарку, или Тургу (скорее всего, митаннийско-хеттского происхождения), бог плодородия и растительности. В дальнейшем появилась новая форма имени — Турк (арм. Տուրք Անգեղ), или Торк(арм. Տորք Անգեղ) (согласно народной этимологии, турк — «дар»). Вследствие общности района поклонения обоим богам Турк стал отождествляться с Ангехом или рассматриваться как его потомок. Утвердилось его наименование Турк Ангехеа («дар Ангеха»). Позднее эпитет Ангехеа был переосмыслен как «безобразный» (от тгех (арм. Տգեղ, «некрасивый»), и Торк Ангеха стали связывать не с Ангехом, а с великаном Хайком.